# 宮福線
宮福線（日语：／ Miyafuku sen */?），是日本WILLER TRAINS一條鐵路路線，行駛於京都府內宮津市的宮津站至福知山市的福知山站，路線本來由北近畿丹後鐵道經營，2015年4月1日把經營運權交予京都丹後鐵道。是連接京都、大阪與「日本三景」之一的天橋立及丹後半島的觀光景點的重要路線。

## 概要
宮福線可分為兩部份：福知山至河守一段早於1921年由北丹鐵道開辦，後來日本國有鐵道追加河守～宮津間的路段（稱為宮守線），經過不斷修改後，福知山至河守一段於1971年休業以配合新線興建，但及後再經過多次的修正及，工程延至1980年才正式展開後，但不久即遇上日本國鐵面臨破產，因而被政府推行國鐵再建法而令工程被迫停工。1982年成立了宮福鐵道，並向政府申請重新動工許可，獲得重新批准後，於1983年重新投入興建，並於1988年通車。
路線沿由良川邊興建，途中穿越多過隧道，當中較長的有長3215米的普甲隧道、長2175米的下天津隧道、長2103米的栃葉隧道等。全線於1996年電化，以配合高速化及JR西日本列車可以直通運轉，但自家列車則全以氣動車行駛。

## 路線資料
- 路線距離（營業距離）：30.4公里
- 軌距：1,067毫米（窄軌）
- 站數：14個（包括起終點站）
- 複線路段：沒有（全線單線）
- 電氣化路段：全線（直流電1,500 V）
- 閉塞方式：特殊自動閉塞式（軌道回路檢知式）
- 認可最高速度：130公里/小時
- 最小曲線半徑：400公尺
- 最大坡度：25 ‰

## 使用車輛

### 現用車輛

#### 自社車輛
- MF100型、MF200型
- KTR700型、KTR800型
- KTR8000型
- KTR001型

#### JR西日本
- - 113系
  - 115系

### 過去的使用車輛

#### JR西日本
- 電力動車組
  - 183系 - 兼帶特急列車的跑空車運行。只限於一部份的車輛可以上車，沒有頭等車的設定。
- 柴油動車組
  - Kiha58、28型 - 急行「宮津」等

## 車站列表
所有車站都位於京都府。
範例
●：所有列車停靠，▲：一部分列車停靠，｜：所有列車通過。
普通列車：各站停車省略。
軌道…∧、◇：可進行列車交會 ｜：不可進行列車交會
| 車站編號 | 中文站名         | 日文站名 | 英文站名 | 中文愛稱              | 日文愛稱 | 站間距離 | 營業距離 | 快速 | 特急 | 接續路線                                      | 軌道 | 所在地   |
| -------- | ---------------- | -------- | -------- | --------------------- | -------- | -------- | -------- | ---- | ---- | --------------------------------------------- | ---- | -------- |
| 14       | 宮津             |          |          |                       |          | -        | 0.0      | ●    | ●    | WILLER TRAINS（京都丹後鐵道）：宮豐線、宮舞線 | ◇    | 宮津市   |
| F13      | 宮村             |          |          |                       |          | 1.5      | 1.5      | ▲    | ｜   |                                               | ◇    | 宮津市   |
| F12      | 喜多             |          |          |                       |          | 1.6      | 3.1      | ｜   | ｜   |                                               | ｜   | 宮津市   |
| F11      | 辛皮             |          |          |                       |          | 6.0      | 9.1      | ｜   | ｜   |                                               | ｜   | 宮津市   |
| F10      | 大江山口內宮     |          |          | 元伊勢內宮            |          | 3.7      | 12.8     | ▲    | ｜   |                                               | ◇    | 福知山市 |
| F9       | 二俁             |          |          | 和紙之里 猿里彥神社前 |          | 2.2      | 15.0     | ｜   | ｜   |                                               | ｜   | 福知山市 |
| F8       | 大江高校前       |          |          | 元伊勢外宮            |          | 2.0      | 17.0     | ▲    | ｜   |                                               | ｜   | 福知山市 |
| F7       | 大江             |          |          | 酒吞童子              |          | 0.9      | 17.9     | ●    | ●    |                                               | ◇    | 福知山市 |
| F6       | 公               |          |          | 渡船場之里            |          | 2.5      | 20.4     | ▲    | ｜   |                                               | ｜   | 福知山市 |
| F5       | 下天津           |          |          | 花波峠                |          | 2.4      | 22.8     | ▲    | ｜   |                                               | ｜   | 福知山市 |
| F4       | 牧               |          |          | 鮭之溯上              |          | 2.5      | 25.3     | ▲    | ｜   |                                               | ◇    | 福知山市 |
| F3       | 荒河樫之木台     |          |          | 樫之木                |          | 2.2      | 27.5     | ▲    | ｜   |                                               | ◇    | 福知山市 |
| F2       | 福知山市民醫院口 |          |          | 厚中間屋              |          | 1.4      | 28.9     | ▲    | ｜   |                                               | ｜   | 福知山市 |
| F1       | 福知山           |          |          | -                     | -        | 1.5      | 30.4     | ●    | ●    | 西日本旅客鐵道： 山陰本線、 福知山線          | ∧    | 福知山市 |

宮福線內的有人車站只有福知山站（直營）、大江站（委託）、宮津站（直營）3個，其餘的車站都是無人車站。

## 外部連結
- 北近畿丹後鐵道株式會社（页面存档备份，存于）